# Antoine Vitez
Pour les articles homonymes, voir Vitez.
Antoine Vitez, né le 20 décembre 1930 à Paris et mort le 30 avril 1990 dans la même ville, est un acteur, un metteur en scène et un poète. Personnage central et influent du théâtre français du XXe siècle, l'importance de son enseignement du théâtre est reconnue. Il a également traduit Tchekhov, Vladimir Maïakovski, Mikhaïl Cholokhov.
Il est administrateur général de la Comédie-Française de 1988 jusqu'à sa mort.

## Biographie
Antoine Vitez aimait rappeler que son père photographe était aussi un anarchiste. Élève de l'École nationale des langues orientales, il est diplômé de russe et pense un temps devenir traducteur. Il est attiré par le théâtre, mais échoue au concours du Conservatoire national supérieur d'art dramatique de Paris en 1950. Militant communiste jusqu'en 1979, il quitte le PCF à la suite de l'invasion de l'Afghanistan par l'URSS.
Il interprète la pièce Drame à Toulon - Henri Martin de Claude Martin et Henri Delmas qui relate la vie et le procès de Henri Martin, marin opposé à la guerre d'Indochine et condamné à cinq années de réclusion pour participation à une « entreprise de démoralisation de l'armée et de la nation,,. » Charles Denner, René-Louis Lafforgue, José Valverde et Paul Préboist sont quelques-uns des comédiens de la troupe. Les représentations sont interdites par plusieurs préfets et maires. Mais la censure est souvent déjouée et la pièce est jouée plus de trois cents fois.
Vitez rencontre en 1958 Louis Aragon, dont il est le secrétaire particulier de 1960 à 1962. Il participe ainsi à l'écriture du volume de l'Histoire parallèle des U.S.A. et de l'U.R.S.S.: 1917-1960 consacré à l'URSS et dirigé par Aragon.
Il suit les cours de théâtre de Tania Balachova, collabore à la revue Bref, publiée par Jean Vilar, et à la revue Théâtre populaire. Il fait des lectures à la radio, des doublages de cinéma et débute dans la mise en scène avec Électre de Sophocle à la maison de la culture de Caen en 1966.
En 1971, il propose à la ville d'Ivry d'y fonder le Théâtre des Quartiers d'Ivry. Il y monte les pièces d'avant-garde de René Kalisky, de Pierre Guyotat, des pièces classiques, des adaptations de romans, et y accueille les réalisations de jeunes metteurs en scène comme Stuart Seide. Malgré le succès et l'afflux d'un public passionné, les subventions nécessaires tardent à arriver et le théâtre est mis en faillite. Sa mise en scène du Partage de midi de Paul Claudel pour la Comédie-Française en 1975 reçoit un tel succès qu'elle est reprise à la salle Richelieu dès la saison suivante et jusqu'en 1981 (avec un détour par Buenos Aires lors d'une tournée officielle en mai 1977).
En 1981, à la suite de l'élection de François Mitterrand, Vitez reçoit, pour sept ans, la direction du Théâtre de Chaillot. Il monte pour le festival d'Avignon la version intégrale du Soulier de satin de Claudel.
En 1988, il est nommé administrateur de la Comédie-Française.
Ses écrits sur le théâtre, notes personnelles, entretiens ou articles publiés de son vivant, témoignent d'une pensée inquiète et exigeante, en constante évolution. Ils ont été rassemblés après sa mort dans trois recueils intitulés : L'École, La Scène et Le Monde.
Il meurt à l'âge de 59 ans le 30 avril 1990 à Paris. Incinéré au crématorium du cimetière du Père-Lachaise, ses cendres sont dispersées dans la Seine. Il avait épousé Agnès Vanier (1925-2018).

## Démarche artistique

### L'éclatement comme esthétique
Vitez traite le texte comme matériau à modeler librement. C'est cette vision qui fait d'Électre un succès, qu'il reprend donc deux fois en 1971 avec des « parenthèses » de Yánnis Rítsos et en 1986 avec toujours la même comédienne, Évelyne Istria, dans le rôle-titre. Vitez est sensible au répertoire russe. Cela s'explique par sa formation à l'école du théâtre russe — son autre pôle d'intérêt avec le théâtre grec. Ainsi, il monte des œuvres peu ou rarement jouées : Les Bains de Maïakovski en 1967, Le Dragon d'Evgueni Schwarz en 1968, La Mouette de Tchekhov en 1970.
Après cette première période, il choisit de se tourner un certain temps vers le répertoire français, surtout Jean Racine, et le répertoire allemand, avec Jakob Lenz, Goethe ou Bertolt Brecht. Il joue souvent dans des lieux non théâtraux et avec des éléments sans aucune fonction descriptive. Il déploie une esthétique de la « liberté ludique » et de l'« association des idées », selon Georges Banu. Il met en scène une pensée sur la pièce plus que la réalité de la pièce. Son goût va donc ainsi vers l'éclatement.

### Engagement, entre autres dans la formation
D'abord professeur à l'école internationale de théâtre Jacques Lecoq de 1966 à 1969, puis au Conservatoire national supérieur d'art dramatique de Paris à partir de la rentrée 1968, il fonde en 1972 le Théâtre des Quartiers d'Ivry : il y monte les auteurs contemporains et aussi les grands textes classiques en défendant l’idée qu’on doit les traiter comme des « galions engloutis », comme des œuvres éloignées, archaïques, mythologiques. Il crée la même année les Ateliers d'Ivry, où amateurs et professionnels partagent une même pratique théâtrale. Il devient directeur du Théâtre national de Chaillot en 1981. Enfin, il est nommé administrateur général de la Comédie-Française en juin 1988, charge qu'il occupe jusqu'à son décès brusquement survenu en 1990.
Il met en scène le répertoire théâtral traditionnel et classique (Sophocle, Shakespeare, Molière, Marivaux), mais il monte ou encourage aussi des auteurs modernes, comme Paul Claudel ou Vladimir Maïakovski, ainsi que des contemporains comme Pierre Guyotat, Jean Métellus et Jean Audureau.
Il considère le théâtre comme « un champ de force » et réclame un « théâtre élitaire pour tous ».

### Principaux collaborateurs
- Yannis Kokkos (scénographe)
- Pierre Debauche (comédien, metteur en scène)
- Caroline Marcadé (chorégraphe)
- Ewa Lewinson (metteur en scène)

## Théâtre

### Comédien
- 1949 : Ils attendent Lefty de Clifford Odets, mise en scène Clément Harari, Théâtre de Chaillot, Théâtre Maubel
- 1950 : Les Allemands de Leon Kruczkowski, mise en scène Clément Harari, Théâtre Verlaine
- 1951 : La Tragédie optimiste de Vsevolod Vichnevski, mise en scène Clément Harari, Théâtre Verlaine
- Juin 1951 à septembre 1952 : Drame à Toulon - Henri Martin de Claude Martin et Henri Delmas, troupe Les pavés de Paris
- 1952 : Le Profanateur de Thierry Maulnier, mise en scène Tania Balachova, tournée
- 1953 : La Tragédie de la nuit de Thomas Otway, mise en scène Claude Régy, Festival de Châteaudun
- 1956 : Les Hommes de trop de François Candelier, mise en scène Marc Gentilhomme, Théâtre de la Huchette
- 1957 : Un imbécile de Luigi Pirandello, mise en scène Daniel Leveugle, Comédie de l'Est
- 1957 : Saint-Just de Jean-Claude Brisville, mise en scène Daniel Leveugle, Comédie de l'Est
- 1957 : Les Coréens de Michel Vinaver, mise en scène Jean-Marie Serreau, Théâtre de l'Alliance française
- 1957 : Ce soir on improvise de Luigi Pirandello, mise en scène Sacha Pitoëff, Théâtre de l'Alliance française, Théâtre de l'Athénée
- 1958 : Miguel Mañana d'Oscar Venceslas de Lubicz-Milosz, mise en scène Maurice Jacquemont, Studio des Champs-Élysées
- 1958 : La Nuit des Rois de William Shakespeare, mise en scène Michel Fontayne, Festival de Cassis
- 1958 : Partage de midi de Paul Claudel, mise en scène Roland Monod, Festival de Cassis
- 1962 : La Paix d'Antoine Vitez, mise en scène Michel Fontayne, Théâtre du Quotidien Marseille
- 1962 : Les Tambours du Père Ned de Sean O'Casey, Théâtre du Quotidien Marseille
- 1962 : Le Voyage du grand Tchou d'Armand Gatti, mise en scène Roland Monod, Théâtre Quotidien de Marseille
- 1963 : Oblomov de Ivan Gontcharov, mise en scène Marcel Cuvelier, Studio des Champs-Elysées
- 1964 : Nicomède de Corneille, mise en scène Pierre Barrat, Théâtre-Maison de la culture de Caen
- 1966 : Le Procès d'Émile Henry, tragédie-montage d'Antoine Vitez, Théâtre-Maison de la culture de Caen
- 1967 : Les Bains de Vladimir Maïakovski, mise en scène Antoine Vitez, Théâtre-Maison de la culture de Caen
- 1970 : La Fuite de Mikhaïl Boulgakov, mise en scène Pierre Debauche, Théâtre des Amandiers
- 1971 : Électre de Sophocle, mise en scène Antoine Vitez, Théâtre des Amandiers, tournée
- 1972 : Électre de Sophocle, mise en scène Antoine Vitez, Théâtre des Quartiers d'Ivry, Comédie de Saint-Étienne
- 1972 : Faust de Johann Wolfgang von Goethe, mise en scène Antoine Vitez, Théâtre des Quartiers d'Ivry, Fête de l'Humanité
- 1975 : Phèdre de Racine, mise en scène Antoine Vitez, Théâtre des Quartiers d'Ivry, Festival d'Avignon
- 1975 : Catherine d'après le roman d'Aragon Les Cloches de Bâle, mise en scène Antoine Vitez, Festival d'Avignon, Théâtre des Quartiers d'Ivry, Centre dramatique national de Nanterre, tournée
- 1978 : Tartuffe de Molière, mise en scène Antoine Vitez, Festival d'Avignon, Festival d'automne à Paris au Théâtre de l'Athénée-Louis-Jouvet
- 1978 : Dom Juan de Molière, mise en scène Antoine Vitez, Festival d'Avignon, Festival d'automne à Paris au Théâtre de l'Athénée-Louis-Jouvet
- 1978 : Le Misanthrope de Molière, mise en scène Antoine Vitez, Festival d'Avignon, Festival d'automne à Paris au Théâtre de l'Athénée-Louis-Jouvet
- 1979 : La Rencontre de Georges Pompidou avec Mao Zedong, mise en scène Antoine Vitez, Théâtre des Quartiers d'Ivry, Festival du Jeune Théâtre d'Alès
- 1979 : Dom Juan de Molière, mise en scène Antoine Vitez, Nouveau théâtre de Nice, Festival d'automne à Paris au Théâtre de la Porte-Saint-Martin
- 1979 : Le Misanthrope de Molière, mise en scène Antoine Vitez, Nouveau théâtre de Nice, Festival d'automne à Paris
- 1979 : Tartuffe de Molière, mise en scène Antoine Vitez, Nouveau théâtre de Nice, Festival d'automne à Paris
- 1980 : Bérénice de Racine, mise en scène Antoine Vitez, Théâtre Nanterre-Amandiers, Nouveau théâtre de Nice
- 1981 : Faust de Goethe, mise en scène Antoine Vitez, Théâtre national de Chaillot
- 1985 : Hernani de Victor Hugo, mise en scène Antoine Vitez, Théâtre national de Chaillot
- 1987 : Le Soulier de satin de Paul Claudel, mise en scène Antoine Vitez, Festival d'Avignon, Théâtre national de Chaillot
- 1988 : Les Apprentis Sorciers de Lars Kleberg, mise en scène Antoine Vitez, Festival d'Avignon

### Metteur en scène
- 1966 à Caen :
  - Électre de Sophocle (dans sa propre traduction), Théâtre-Maison de la culture de Caen
  - Le Procès d'Émile Henry, tragédie-montage d'Antoine Vitez, Théâtre-Maison de la culture de Caen
- 1967 : 
  - Les Bains de Vladimir Maïakovski, Théâtre-Maison de la culture de Caen, tournée en France, Algérie, Belgique et Suisse
- 1968
  - Le Dragon d'Evgueni Schwarz, Grenoble, Saint-Étienne, Bourges
- 1969 : 
  - La Grande Enquête de François-Félix Kulpa, mélodrame-feuilleton de Xavier Pommeret, Théâtre des Amandiers
  - La Parade de Loúla Anagnostáki, Festival de Nancy, Théâtre de la Cité internationale, Théâtre de l'Ouest parisien
- 1970 : 
  - Le Précepteur de Jakob Michael Reinhold Lenz, Théâtre de l'Ouest parisien
  - La Mouette d'Anton Tchekhov, Théâtre du Midi Carcassonne
- 1971 :
  - Andromaque de Racine, Théâtre de la Cité internationale, Théâtre des Amandiers
  - Électre de Sophocle, " parenthèses " de Yánnis Rítsos Théâtre des Amandiers
- 1972 :
  - Faust de Johann Wolfgang von Goethe, Théâtre des Quartiers d'Ivry
- 1973 :
  - Mère Courage de Bertolt Brecht, Théâtre des Amandiers, Théâtre des Quartiers d'Ivry
  - Vendredi ou la Vie sauvage d'après le roman de Michel Tournier, Théâtre national de Chaillot
  - rn = M de Xavier Pommeret, Théâtre des Quartiers d'Ivry
- 1974 :
  - Les Miracles à partir de l'Évangile selon Jean, Théâtre national de Chaillot
  - La Jalousie du barbouillé de Molière, Théâtre des Quartiers d'Ivry
  - Le Pique-nique de Claretta de René Kalisky, Théâtre de Poche Bruxelles, Théâtre des Quartiers d'Ivry
- 1975 :
  - Phèdre de Racine, Théâtre des Quartiers d'Ivry, Festival d'Avignon
  - Catherine théâtre-récit d'après le roman d'Aragon Les Cloches de Bâle, Festival d'Avignon, Théâtre des Quartiers d'Ivry, Maison de la Culture de Nanterre
  - Partage de midi de Paul Claudel, Comédie-Française
- 1976 :
  - La Ballade de Mister Punch d'Eloi Recoing, d'après la tradition anglaise de Punch and Judy, Théâtre des Quartiers d'Ivry
- 1977 : 
  - lphigénie-Hôtel de Michel Vinaver, Théâtre des Quartiers d'Ivry
  - Le Tartuffe de Molière, Théâtre de la Satire Moscou
  - Grisélidis de Charles Perrault, Festival d'Avignon, Théâtre des Quartiers d'Ivry
  - Les Burgraves de Victor Hugo, Théâtre des Quartiers d'Ivry, Théâtre de Gennevilliers
- 1978 : 
  - L'École des femmes, Le Tartuffe, Dom Juan, Le Misanthrope de Molière, Festival d'Avignon, Festival d'automne à Paris au Théâtre de l'Athénée-Louis-Jouvet
- 1979 :
  - La Rencontre de Georges Pompidou avec Mao Zedong, Théâtre des Quartiers d'Ivry
  - Zina de Farid Gazzah, Théâtre des Quartiers d'Ivry, Théâtre Ouvert
  - Les Noces de Figaro de Mozart, livret Lorenzo Da Ponte, Florence
  - Un cœur simple de Gustave Flaubert, Théâtre des Quartiers d'Ivry
  - Dave au bord de mer de René Kalisky, Comédie-Française au Théâtre national de l'Odéon
- 1980 :
  - Le Revizor de Nicolas Gogol, Théâtre des Quartiers d'Ivry
  - Bérénice de Racine, Théâtre national de Chaillot
- 1981 :
  - Faust de Johann Wolfgang von Goethe, Théâtre national de Chaillot
  - Tombeau pour cinq cent mille soldats d'après le livre de Pierre Guyotat, Théâtre national de Chaillot
  - Britannicus de Racine, Théâtre national de Chaillot
- 1982 : 
  - Entretien avec M. Saïd Hammadi, ouvrier algérien de Tahar Ben Jelloun, Théâtre national de Chaillot, tournée
  - Hippolyte de Robert Garnier, Théâtre national de Chaillot
  - L'Orfeo de Claudio Monteverdi, livret d'Alessandro Striggio, Théâtre national de Chaillot
  - La Voix humaine monodrame de Jean Cocteau avec Setrak (piano) et Anne Béranger (soprano), Théâtre national de Chaillot
- 1983 : 
  - Hamlet de William Shakespeare, Théâtre national de Chaillot
  - Falsch de René Kalisky, Théâtre national de Chaillot
  - Le Prince travesti de Marivaux, Théâtre national de Chaillot, tournée
- 1984 : 
  - La Mouette d'Anton Tchekhov (dans sa propre traduction), Théâtre national de Chaillot
  - Le Héron de Vassili Axionov, Théâtre national de Chaillot
  - L'Écharpe rouge, roman opéra d'Alain Badiou, musique Georges Aperghis, Opéra de Lyon, Festival d'Avignon, Théâtre national de Chaillot
  - Macbeth, opéra de Giuseppe Verdi, Opéra Garnier
- 1985 : 
  - Hernani de Victor Hugo, Théâtre national de Chaillot, tournée
  - Ubu roi d'Alfred Jarry, Théâtre national de Chaillot
  - Lucrèce Borgia de Victor Hugo, Théâtre national de Chaillot, Festival d'Avignon, tournée
  - Le Triomphe de l'amour de Marivaux (en italien), Piccolo Teatro de Milan
- 1986 : 
  - Alias de Martine Drai, Théâtre national de Chaillot
  - Électre de Sophocle, Théâtre national de Chaillot
  - Pelléas et Mélisande, opéra de Claude Debussy, sur un livret de Maurice Maeterlinck, Scala de Milan
  - L'Échange de Paul Claudel, Théâtre national de Chaillot, tournée
- 1987 : 
  - Le Soulier de satin de Paul Claudel, Festival d'Avignon, Théâtre national de Chaillot, tournée
  - Otello opéra de Verdi, Opéra de Montréal
- 1988 : 
  - Le Misanthrope de Molière, Théâtre national de l'Opéra-Comique
  - Anacaona de Jean Métellus, Théâtre national de l'Opéra-Comique
  - Les Apprentis sorciers de Lars Kleberg, Festival d'Avignon
- 1989 à la Comédie-Française :
  - La Folle Journée ou le Mariage de Figaro de Beaumarchais
  - La Célestine de Fernando de Rojas
  - Un transport amoureux de Raymond Lepoutre, Petit Odéon
- 1990 : 
  - La Vie de Galilée de Bertolt Brecht, Comédie-Française

## Filmographie

### Cinéma
- 1966 : Une étudiante d'aujourd'hui, court métrage d'Éric Rohmer
- 1966 : La guerre est finie d'Alain Resnais
- 1969 : Ma nuit chez Maud d'Éric Rohmer
- 1970 : L'Aveu de Costa-Gavras
- 1970 : La Nuit bulgare de Michel Mitrani
- 1974 : Printemps 58, court métrage de Bernard Eisenschitz
- 1976 : Les Ambassadeurs de Naceur Ktari
- 1978 : La Chambre verte de François Truffaut
- 1978 : Le Barbouillé ou la mort gaie de Maria Koleva
- 1979 : Écoute voir d'Hugo Santiago
- 1979 : Je parle d'amour de Madeleine Hartmann-Clausset
- 1989 : Hiver 54, l'abbé Pierre de Denis Amar

### Télévision
- 1957 : En votre âme et conscience : L'Affaire Weidmann de Jean Prat
- 1971 : La Fuite de Philippe Joulia
- 1971 : Tang d'André Michel : Le président
- 1972 : Les Thibault de Alain Boudet et André Michel
- 1981 : Catherine de Paul Seban